# Vrisnik
Vrisnik – wieś w Chorwacji, w żupanii splicko-dalmatyńskiej, w gminie Jelsa. W 2011 roku liczyła 190 mieszkańców.